# Poblana ferdebueni
El charal de Almoloya (Poblana ferdebueni), es un pez con cuerpo ligeramente comprimido, dorso y vientre redondeados. Se distingue porque en la segunda aleta dorsal tiene una espina y ocho a once radios. 
Las escamas son pequeñas, con el borde liso o ligeramente ondulado. A diferencia de las otras tres especies muy relacionadas, tiene menos escamas longitudinales. Es de color oscuro en el dorso y  con tonos claros y amarillentos hacia vientre y costados. Se le transparenta la cavidad visceral. Es conocida solo de su localidad donde se encontró por primera vez. Se cree que esté extinto ya que en una campaña de muestreo no se logró capturar ningún ejemplar vivo en 2001.
En los últimos treinta años su hábitat ha sido gravemente alterado por desazolve del manantial que produjo sólidos suspendidos y con ello poca transparencia. Así mismo la introducción de peces exóticos como la carpa (Cyprinus carpio), parece haber tenido efectos adversos en el charal. Poco se sabe de la historia natural de esta especie. Su dieta estaba basada en  insectos, crustáceos, algas clorofíceas filamentosas.